# Західний адміністративний округ
Західний адміністративний округ розташований на заході — південному заході Москви. У склад округа входить 12 районів.
По території округа проходять три лінії Московського метро — Фільовська, Арбатсько-Покровська та Сокольницька лінії метро. Округ вважається найпрестижнішим і одним з найбільш екологічно чистих у Москві. Деякі його райони, зокрема проспект Вернадського, за радянських часів служили місцем проживання інтелігенції: університетських професорів, дипломатів і т. д. У пострадянський час в примикають до округу територіях виникла зона престижної котеджної забудови, ініційованої зірками шоу-бізнесу та великими магнатами. Все це, звичайно, накладає свій відбиток на вартість житла.

## Історія
На території округа з давніх часів жили племена. Належали вони до фатьяновської культури. Основним заняттям їх було скотарство. У ході розкопок в Крилатському, Дорогомілово і на Воробйових горах було виявлено безліч знарядь праці. За збереженим курганний могильник можливо визначити місця стародавніх поселень. Один з таких могильників розкопали на території Давидково. Поселенці перших городищ ставилися до угро-фінської групи.
Городища розташовувалися:
- Біля гирла річки Сетунь
- На території Фільовського парку

З IX–XI століть на цій території з'являються слов'яни. Групи курганів у Філях, Матвіївській, Очаково, Крилатському, Раменках і Тропарево свідчать про заселення цієї території племенами в'ятичів. По сусідству з курганами були розташовані в'ятицьких села, сліди яких відкриті в Матвіївській, на гирлі Сетуні. Вони-то і склали первісне ядро населення Підмосков'я в той період, коли в літописі вперше згадується про Москву.
У кінці XIII століття утворюється самостійне Московське князівство і тоді ж з'являються села Аміньево, Волинське, Тропарево, колишні вотчинами боярських родів. Тоді ж виникають князівські (а потім і царські) вотчини у Воробйовому і Крилатському. Село Троїцьке-Голенищева з XVI століття було володінням митрополитів, а пізніше — патріархів «всієї Русі»; село Крилатське протягом кількох століть перебувало в числі царських вотчин. Землі нинішнього Західного округу практично повністю входили до складу Сетунского стану Московського повіту.
Під час війни 1812 року в Філях розташовувався штаб російської армії, що і відбилося на назвах вулиць району Філі-Давидково.

## Автошляхи
Через територію округа проходить кілька шосе, що ведуть переважно на захід. Нижче подано список найбільш значимих вулиць округу:
- Проспект Вернадського
- Вулиця Лобачевського / Аміньєвське шосе / Рублевське шосе
- Мічуринський проспект / Озерна вулиця / Боровське шосе
- Ломоносовський проспект / Мінська вулиця
- Університетський проспект
- Вулиця Косигіна
- Мосфільмовська вулиця
- Бережкова набережна / Горобцеве шосе
- Велика Дорогоміловска вулиця
- Кутузовський проспект / Можайське шосе
- Велика Фільовська вулиця

## Райони округа
- Дорогомілово
- Крилатське
- Кунцеве
- Можайський
- Ново-Передєлкіно
- Очаково-Матвеєвське
- Проспект Вернадського
- Раменкі
- Сонцево
- Тропарево-Нікуліно
- Філевський Парк
- Філі-Давидкове

Район Внуково з травня 2024 року був переданий однойменному району Новомосковського округу.